# Cao bồi & quái vật ngoài hành tinh
Cao bồi và Quái vật ngoài hành tinh (tựa gốc: Cowboys & Aliens) là một bộ phim khoa học viễn tưởng Viễn Tây của Mỹ năm 2011 do Jon Favreau đạo diễn và có sự tham gia của Daniel Craig, Harrison Ford và Olivia Wilde. Phim dựa trên tiểu thuyết đồ họa cùng tên do Scott Mitchell Rosenberg sáng tạo. Nội dung phim xoay quanh một kẻ sống ngoài vòng pháp luật (Craig), một nhà chăn nuôi giàu có (Ford) và một du khách bí ẩn (Wilde) phải hợp sức cùng nhau để giải cứu một nhóm người dân bị người ngoài hành tinh bắt cóc. Kịch bản phim chắp bút bởi Roberto Orci, Alex Kurtzman, Damon Lindelof, Mark Fergus và Hawk Ostby, với Brian Grazer, Ron Howard, Kurtzman, Orci và Rosenberg chịu trách nhiệm sản xuất. Steven Spielberg và Favreau là những người đảm nhận vị trí giám đốc sản xuất.

## Nội dung
Năm 1873 ở lãnh thổ New Mexico, Jake Lonergan tỉnh lại trong hoang mạc với một cái vòng tay kỳ lạ trên tay và không còn nhớ gì. Anh đến thị trấn Absolution, được mục sư Meacham chữa trị vết thương. Cảnh sát trưởng John Taggart nhận ra Jake là tội phạm đang bị truy nã và cố gắng bắt anh. Jake sắp bỏ chạy thì bị người phụ nữ tên Ella Swenson đánh gục. Taggart chuẩn bị chuyển Jake và Percy Dolarhyde đến Santa Fe cho tòa án xét xử.
Woodrow Dolarhyde, bố của Percy, đến cùng với những tên thuộc hạ có vũ trang và yêu cầu cảnh sát thả Percy ra. Ông ta cũng muốn trừng trị Jake, người đã từng cướp vàng của ông. Trong lúc mọi người tranh cãi, những con tàu của bọn quái vật ngoài hành tinh bắt đầu tấn công thị trấn. Những con tàu phóng dây xuống để bắt cóc một số người, bao gồm Percy và Taggart. Cái vòng tay của Jake biến thành một món vũ khí lợi hại, giúp anh bắn hạ một con tàu, kết thúc vụ tấn công.
Woodrow, Ella và nhiều người dân trong thị trấn lần theo con quái vật tẩu thoát khỏi con tàu bị bắn hạ. Trong khi đó, Jake đến một căn nhà bị bỏ hoang, nhớ lại mình đã từng về đây với số vàng cướp được và bị bắt cóc, cùng với một phụ nữ tên Alice, bởi bọn quái vật ngoài hành tinh. Trí nhớ đang dần hồi phục, Jake tham gia đoàn người của Woodrow. Buổi tối, họ thấy một chiếc thuyền hơi nước mà bọn quái vật thả xuống giữa hoang mạc. Đoàn người nghỉ lại bên trong chiếc thuyền, đêm đó con quái vật đã giết Meacham.
Buổi sáng, đoàn người tiếp tục lên đường thì bị băng cướp cũ của Jake chặn đường. Sau đó bọn quái vật tấn công lần nữa và bắt cóc Ella. Jake nhảy lên con tàu, bắn con quái vật lái tàu khiến con tàu rơi xuống dòng sông. Con quái vật đã làm Ella bị thương nặng trước khi Jake giết nó bằng cái vòng tay. Ella đã chết và đoàn người bị thổ dân Chiricahua bắt giữ. Xác của Ella bị ném vào lửa, bất ngờ cô hồi sinh và đi ra khỏi đống lửa. Ella tiết lộ cô là người từ hành tinh khác, cô đến đây để giúp đỡ người Trái Đất chống lại bọn quái vật sau khi chúng phá hủy hành tinh của cô. Bọn quái vật đến Trái Đất để khai thác vàng và bắt cóc người để giải phẫu sinh thể. Ella nói rằng bọn quái vật này chỉ là đội quân trinh sát, nếu không giết sạch chúng thì chúng sẽ đưa thêm nhiều lực lượng đến để hủy diệt Trái Đất.
Sau khi uống thuốc của thổ dân, trí nhớ của Jake được hồi phục. Anh nhớ lại lúc anh và Alice bị bắt, anh đã chứng kiến Alice bị giải phẫu và bị giết chết, sau đó anh ăn cắp cái vòng tay của một con quái vật và chạy thoát. Jake cũng nhớ vị trí của tàu mẹ khổng lồ của bọn quái vật. Jake nhờ băng cướp cũ của mình giúp đỡ, còn Woodrow được phép chỉ huy lực lượng thổ dân. Cả đoàn người tấn công tàu mẹ của bọn quái vật, một trận chiến đẫm máu diễn ra. Jake, Woodrow và Ella vào trong con tàu để cứu những nạn nhân bị bắt cóc. Sau khi mọi người ra khỏi con tàu, Ella hi sinh thân mình ở lại bên trong, chuyển vòng tay của Jake thành một quả bom, kích hoạt nó khiến cả con tàu nổ tung.
Bọn quái vật đã bị tiêu diệt hoàn toàn, người dân trong thị trấn được đoàn tụ với những nạn nhân bị bắt cóc. Sau vụ việc vừa qua, Jake được xem là anh hùng, Taggart và Woodrow quyết định không truy đuổi anh nữa. Cuối phim người dân xây dựng lại thị trấn của họ, còn Jake thì rời đi.